# Buenaventura (Holguín)
Buenaventura es una población cubana, capital del Municipio Calixto García, occidente de la provincia Holguín. Ubicada por el este a 730 kilómetros de La Habana.

## Historia
El desarrollo del poblado de Buenaventura se encuentra vinculado a la carretera central. Entre los acontecimientos históricos se encuentran el ataque y toma de la microonda de Buenaventura.Convertida en capital del municipio Calixto García a partir de la constitución de este en 1976

## Geografía
Occidente de la provincia cubana de Holguín.

## Medios de difusión
Su emisora local, Radio Juvenil, transmite los principales sucesos. Esta emisora transmite en frecuencia modulada.

## Hidrografía
El río de mayor caudal y longitud es el de la Rioja, el que se hizo tristemente célebre durante el ciclón Flora.

## Economía
La economía tiene sus bases en el desarrollo de la agricultura y la ganadería; siendo unos de los sitios de mayor producción de leche. El desarrollo industrial es muy pobre, existen tan solo fábricas de interés local. El alto nivel de cooperativización conduce a un gran número de campesinos afiliados.

## Deportes
- Datos: Q5735057